# Allium flavidum
Allium flavidum — вид рослин з родини амарилісових (Amaryllidaceae); поширений у центральній Азії.

## Опис
Цибулина поодинока або парна, вузько-яйцювато-циліндрична, діаметром 0.4–1 см; оболонка від сірувато-коричневої до жовтувато-коричневої. Листки лінійні, коротші від стеблини, 2–5(7) мм завширшки, краї шершаво-дрібнозубчасті, верхівка тупа. Стеблина 10–45 см, циліндрична, вкрита листовими піхвами на 1/3–1/2 довжини. Зонтик кулястий, густо багатоквітковий. Оцвітина від білої до блідо-жовтої, блискуча; сегменти від довгастих до яйцювато-довгастих, 4–6 × 1.2–2 мм, внутрішні у 1.2–1.25 довші від зовнішніх. Період цвітіння й плодоношення: липень — серпень.

## Поширення
Поширення: Казахстан, Монголія, Китай — пн. Сіньцзян, Росія — Алтай.
Населяє тріщини скель у лісах, сонячні схили.